# Sardigliano
Sardigliano là một đô thị ở tỉnh Alessandria trong vùng Piedmont của Italia, có vị trí cách khoảng 100 km về phía đông nam của Torino và khoảng 30 km về phía đông nam của Alessandria. Tại thời điểm ngày 31 tháng 12 năm 2004, đô thị này có dân số 438 người và diện tích là 12,6 km².
Đô thị Sardigliano có các frazioni (các đơn vị cấp dưới, chủ yếu là các làng) Malvino, Cuquello, Bavantore, Bavantorino, và Sant'Antonio.
Sardigliano giáp các đô thị: Borghetto di Borbera, Cassano Spinola, Castellania, Garbagna, Gavazzana, Sant'Agata Fossili, và Stazzano.